# Skalarni produkt
Skalárni prodúkt je matematična operacija, ki dvema vektorjema priredi število (skalar). Rezultat se izračuna kot produkt dolžin obeh vektorjev in kosinusa vmesnega kota (vmesni kot je kot φ, ki ga vektorja oklepata, če izhajata iz skupne začetne točke). Simbol za skalarni produkt je pika, ki pa se jo lahko tudi izpušča:
{\displaystyle {\vec {a}}\cdot {\vec {b}}=\left|{\vec {a}}\right|\left|{\vec {b}}\right|\cos \varphi \!\,,}
{\displaystyle {\vec {a}}{\vec {b}}=\left|{\vec {a}}\right|\left|{\vec {b}}\right|\cos \varphi \!\,.}

## Definicija
Skalarni produkt vektorjev {\displaystyle \mathbf {a} =\left[a_{1},a_{2},\ldots ,a_{n}\right]} in {\displaystyle \mathbf {b} =\left[b_{1},b_{2},\ldots ,b_{n}\right]} je definiran kot:
{\displaystyle \mathbf {a} \cdot \mathbf {b} =\sum _{i=1}^{n}a_{i}b_{i}=a_{1}b_{1}+a_{2}b_{2}+\cdots +a_{n}b_{n}\!\,,}
kjer {\displaystyle \Sigma } pomeni vsoto in {\displaystyle n} razsežnost vektorskega prostora.
V dvorazsežnem prostoru je tako produkt vektorjev {\displaystyle \left[a,b\right]} in {\displaystyle \left[c,d\right]} enak {\displaystyle ac+bd}.
Podobno je v trirazsežnem prostoru produkt vektorjev {\displaystyle [a,b,c]} in {\displaystyle [d,e,f]} enak {\displaystyle ad+be+cf}.
Zgled:{\displaystyle [1,3,-5]\cdot [4,-2,-1]=1\times 4+3\times (-2)+(-5)\times (-1)=4-6+5=3.}

## Značilnosti skalarnega produkta
Skalarni produkt je komutativen.
{\displaystyle {\vec {a}}\cdot {\vec {b}}={\vec {b}}\cdot {\vec {a}}}
Skalarni produkt je distributiven.
{\displaystyle ({\vec {a}}+{\vec {b}}){\vec {c}}={\vec {a}}\cdot {\vec {c}}+{\vec {b}}\cdot {\vec {c}}}
Velja homogenost:
{\displaystyle n({\vec {a}}\cdot {\vec {b}})=(n{\vec {a}}){\vec {b}}={\vec {a}}(n{\vec {b}})}
Asociativnost za skalarni produkt ne velja.
{\displaystyle ({\vec {a}}\cdot {\vec {b}})\cdot {\vec {c}}\neq {\vec {a}}\cdot ({\vec {b}}\cdot {\vec {c}})}
Skalarni produkt vektorja s samim sabo je enak kvadratu dolžine vektorja, saj je vmesni kot v tem primeru enak 0° (cos 0° = 1):
{\displaystyle {\vec {a}}{\vec {a}}=|{\vec {a}}|^{2}\!\,.}
Skalarni produkt medsebojno pravokotnih vektorjev je enak 0, saj je kosinus vmesnega kota enak nič (cos 90° = 0):
{\displaystyle {\vec {a}}\bot {\vec {b}}\iff {\vec {a}}{\vec {b}}=0\!\,.}

## Posplošitev skalarnega produkta
Izraz skalarni produkt se rabi tudi v širšem smislu besede.
Posplošeni skalarni produkt (ali skalarni produkt v širšem smislu besede) je računska operacija, ki ima iste osnovne značilnosti kot običajni skalarni produkt. Takšna operacija se imenuje tudi notranji produkt.

### Definicija notranjega produkta
Naj je vektorski prostor V nad komutativnim obsegom F (v praksi je F običajno množica realnih ali pa množica kompleksnih števil).
Notranji produkt je preslikava, ki dvema vektorjema iz V priredi element obsega F. Rezultat se označi kot {\displaystyle \langle x,y\rangle } ali (x,y) ali kar preprosto x y.
Za notranji produkt morajo veljati naslednje značilnosti (za poljubne vektorje x,y in z ter za poljubna a in b iz obsega F):
- konjugirana simetrija:

{\displaystyle \langle x,y\rangle ={\overline {\langle y,x\rangle }}}
Opomba: Če je F obseg realnih števil, to pomeni preprosto simetričnost {\displaystyle \langle x,y\rangle =\langle y,x\rangle }, v kompleksnem pa je treba upoštevati še konjugiranje.
- Linearnost (v prvem faktorju):

{\displaystyle \langle ax,y\rangle =a\langle x,y\rangle \!\,,}
{\displaystyle \langle x+y,z\rangle =\langle x,z\rangle +\langle y,z\rangle \!\,.}
- Pozitivna definitnost:

{\displaystyle \langle x,x\rangle >0} za vsak x, različen od 0.

### Značilnosti
Če se upošteva definicijske značilnosti, se vidi, da velja tudi:
- Linearnost v drugem faktorju (s konjugiranjem, če je b kompleksno število):

{\displaystyle \langle x,by\rangle ={\overline {b}}\langle x,y\rangle \!\,,}
{\displaystyle \langle x,y+z\rangle =\langle x,y\rangle +\langle x,z\rangle \!\,,}
- {\displaystyle \langle 0,0\rangle =0\!\,.}

### Evklidski prostor
S pomočjo notranjega produkta se lahko v vektorski prostor V uvede mero za merjenje dolžin in kotov. Tako opremljen vektorski prostor se imenuje evklidski prostor.
Dolžino vektorja x se definira kot:
{\displaystyle ||x||={\sqrt {\langle x,x\rangle }}\!\,.}
Razdaljo med vektorjema x in y se definira kot:
{\displaystyle d(x,y)=||x-y||\!\,.}
Kot med vektorjema x in y pa se definira kot:
{\displaystyle <\!\!\!)\,(x,y)=\arccos {\frac {\langle x,y\rangle }{||x||~||y||}}\!\,.}